# ويندل ويلكي
كان ويندل لويس ويلكي (الاسم عند الولادة: لويس ويندل ويلكي) (18 فبراير 1892-8 أكتوبر 1944) محاميًا أمريكيًا، ومدير شركة، والمرشح الجمهوري لعام 1940 لمنصب رئيس الولايات المتحدة. ناشد ويلكي العديد من مندوبي المؤتمر الوطني للحزب الجمهوري باعتباره المتدخل الوحيد في المجال الجمهوري؛ وذلك على الرغم من بقاء الولايات المتحدة في موقف الحياد قبل الهجوم على بيرل هاربور؛ وفضل مشاركة الولايات المتحدة بشكل أكبر في الحرب العالمية الثانية لدعم بريطانيا والحلفاء الآخرين. فاز خصمه الديمقراطي (الذي كان رئيسًا حينها)، فرانكلين دي. روزفلت، في انتخابات عام 1940 بحوالي 55% من الأصوات الشعبية، وحصل بفارق كبير على تصويت المجمع الانتخابي.
وُلِد ويلكي في إلوود بولاية إنديانا في عام 1892، وكان والديه محاميان. خدم في الحرب العالمية الأولى، ولكنه لم يُرسل إلى فرنسا حتى الأيام الأخيرة من الحرب، ولم يؤدي أي عمل. استقر ويلكي في آكرون بولابة أوهايو، وعمل في البداية لدى شركة فايرستون، ولكنه تركها للعمل في مكتب محاماة، وأصبح أحد قادة نقابة محامين آكرون. مثّل الكثير من عمله المرافق الكهربائية، وقبل في عام 1929 وظيفة في مدينة نيويورك بمنصب مستشار لشركة الكومنولث والجنوب (سي آند إس)، وهي شركة قابضة للمرافق. حصل على ترقية بسرعة، وأصبح رئيسًا للشركة في عام 1933. أدى روزفلت اليمين كرئيس للولايات المتحدة بعد فترة وجيزة من تولي ويلكي منصب رئيس شركة سي آند إس؛ وأعلن عن خططه لهيئة وادي تينيسي التي ستوفر الطاقة في منافسة مع شركة سي آند إس. حارب ويلكي بين عامي 1933 و1939 ضد هيئة وادي تينيسي أمام الكونغرس وفي المحاكم وأمام الجمهور. لم ينجح في النهاية، ولكنه باع ممتلكات شركة سي آند إس بسعر جيد واكتسب احترام الجمهور.
غير ويلكي، وهو ناشط ديمقراطي قديم، تسجيل حزبه إلى حزب جمهوري في أواخر عام 1939. لم يترشح إلى الانتخابات التمهيدية الرئاسية لعام 1940، ولكنه وضع نفسه خيارًا مقبولًا لاتفاقية وصلت إلى طريق مسدود. سعى للحصول على دعم من المندوبين غير الملتزمين، بينما روج العديد من أنصاره الشباب بحماس لترشيحه. لم يرغب العديد من الجمهوريين في ترشيح شخص انعزالي مثل توماس إي. ديوي مع تقدم القوات الألمانية عبر أوروبا الغربية في عام 1940، واختاروا ويلكي بدلًا منه، الذي رُشِّح في الاقتراع السادس على عضو مجلس الشيوخ عن ولاية أوهايو روبرت إيه. تافت. أنهى ذلك دعم ويلكي لمساعدة بريطانيا، وكان ذلك عاملًا رئيسيًا في سباقه الانتخابي ضد روزفلت، ودعم الرئيس في مسودة مشروع السلم. اتخذ الرجلان مواقف انعزالية أكثر قرب نهاية السباق. فاز روزفلت بولاية ثالثة غير مسبوقة، واستولى على 38 ولاية من أصل 48 ولاية.
ذهب ويلكي بعد الانتخابات برحلتين خارجيتين في زمن الحرب كمبعوث غير رسمي لروزفلت؛ وأعطى الرئيس دعمه الكامل كزعيم اسمي للحزب الجمهوري. أثار هذا غضب العديد من المحافظين، وخاصة بسبب مدافعة ويلكي بشكل متزايد عن القضايا الليبرالية أو الأممية. ترشح ويلكي لانتخابات الحزب الجمهوري في عام 1944، ولكنه انسحب بعد عرض كارثي في الانتخابات التمهيدية في ولاية ويسكونسن في شهر أبريل. ناقش هو وروزفلت إمكانية تشكيل حزب سياسي ليبرالي بعد الحرب، ولكن توفي ويلكي في أكتوبر عام 1944 قبل أن تؤتي الفكرة ثمارها. يُذكر ويلكي لتقديمه مساعدة سياسية حيوية إلى روزفلت في عام 1941؛ والتي ساعدت الرئيس على تمرير قانون الإعارة والاستئجار لإرسال الإمدادات إلى المملكة المتحدة ودول الحلفاء الأخرى.

## الحملة الرئاسية لعام 1944
قضى ويلكي جزءًا كبيرًا من عام 1943 في التحضير لخوض الانتخابات الرئاسية الثانية، وخاطب المجموعات الجمهورية وغير الحزبية. لم يلتق روزفلت، وكان من الممكن أن يكون استمرار ارتباطهما أمرًا محرجًا، وذلك مع اقتراب موعد الانتخابات الرئاسية ومع احتمال خوض الرجلين فيها كمرشحين. اعترف القادة الجمهوريين بنداء ويلكي وأرادوا منه تفيذ حملة انتخابية للحزب في انتخابات التجديد النصفي لعام 1942، وذلك على الرغم من اختلافهم معه في العديد من القضايا، ولكنه ذهب حول العالم بدلًا من ذلك. أحبطت الدعاية الضخمة التي تلقاها الرئيس الفخري للحزب الجمهوري كمبعوث لرئيس ديمقراطي كبار الجمهوريين. حصل الجمهوريون على الرغم من ذلك على مقاعد في مجلسي النواب والشيوخ، وذلك على الرغم من تمثيلهم للأقلية حينها. كان عدد قليل من الأعضاء الجمهوريين في الكونغرس على استعداد لدعم ويلكي، ولكنه تراجع إلى المركز الثاني بعد الجنرال دوغلاس ماكارثر في استطلاعات الرأي للناخبين المحتملين في الانتخابات التمهيدية الرئاسية للحزب لعام 1944. لم يشكك الديمقراطيين الليبراليين بحلول عام 1943 في مؤهلات ويلكي التقدمية. تحدث ويلكي عن تعيين أمريكي من أصل أفريقي إما في مجلس الوزراء أو المحكمة العليا؛ وحذر اللجنة الجمهورية في كاليفورنيا من أن الصفقة الجديدة لا رجعة فيها، وذكر أن كل ما سيحصلون عليه بمعارضتهم هو النسيان.
أوضح ويلكي أمر ترشيحه في مقابلة مع مجلة لوك في أوائل أكتوبر عام 1943، وذلك بحجة أن العودة إلى الانعزالية من شأنها أن تقود بالحزب إلى كارثة. قرر الدخول في العديد من الانتخابات التمهيدية الرئاسية من أجل إظهار دعمه العلني للحزب، واختار ولاية ويسكونسن، مع الانتخابات التمهيدية في 4 أبريل عام 1944، كأول اختبار رئيسي. لم يحصل ويلكي على أصوات ولاية ويسكونسن الانتخابية في عام 1940، وذلك على الرغم من فوزه في جميع أنحاء الولاية باستثناء مدينة ميلواكي. خشي مستشاروه من التصويت الألماني الأمريكي الكبير في ويسكونسن، والذي ساهم في أن تكون الدولة انعزالية بشدة حتى وقوع الهجوم على بيرل هاربور. لم يتحدث أي من المرشحين الرئيسيين الآخرين، ديوي وستاسن وماكارثر وحاكم أوهايو جون بريكر، في ويسكونسن. كان ماكارثر وستاسن في الخدمة الفعلية ولم يتمكنوا من فعل بذلك. صرح ويلكي أنه سينهي حملته الانتخابية إذا كان أداءه سيئًا في ويسكونسن.
لم تأخذ الانتخابات التمهيدية في نيوهامبشير الأهمية التي كانت ستحظى بها لاحقًا، وفاز بها ويلكي في 14 مارس، وحصل على ستة من أصل أحد عشر مندوبًا. كان ذلك بمثابة خيبة أمل بسبب تحدثه هناك عدة مرات منذ عام 1940، وكان من المتوقع أن تكون النتائج أفضل من ذلك. أدار ويلكي قائمة من المندوبين في ولاية ويسكونسن بقيادة الحاكم المقبل آنذاك فيرنون دبليو. طومسون، وخصص أسبوعين للحملة هناك. أيدته معظم الصحف، ولكن استطلاعات الرأي أظهرت أنه يتخلف كثيرًا عن ديوي في كل من الولاية وعلى الصعيد الوطني.

ألقى ويلكي ثمانية خطابات في 16 مارس، وهو أول يوم له في حملته الانتخابية في ولاية ويسكونسن، وأثرت تلك الخطابات سلبًا على صوته. لم يكن الطقس مناسبًا، ولكنه سافر 200 ميل (320 كم) عبر عاصفة ثلجية للوصول إلى تجمع انتخابي في الجزء الشمالي من الولاية. جذب ويلكي حشودًا كبيرة في معظم الأماكن، وأخبرهم إن الحزب الجمهوري سيفشل ما لم يوافق على الصفقة الجديدة واعترف بالحاجة إلى أن تبقى الولايات المتحدة نشطة في العالم بعد الحرب. زعم أن الديمقراطيين ظلوا في مناصبهم لفترة طويلة، ولم تكن لديهم الرؤية المطلوبة في عالم ما بعد الحرب. اجتذب خطاب ويلكي في ميلووكي 4000 شخص إلى قاعة يمكن أن تستوعب 6000 شخص؛ وغادر الولاية في اليوم التاسع والعشرين إلى نبراسكا حيث دخل أيضًا في الانتخابات التمهيدية. أغرق مؤيدو ديوي، بمن فيهم معظم القيادة الجمهورية في ولاية ويسكونسن، الولاية باللوحات الإعلانية والإعلانات التجارية الإذاعية بمجرد رحيله. حصل ديوي في 4 أبريل على 17 من مندوبي ولاية ويسكونسن البالغ عددهم 24، وحصل ستاسن على 4 وماكارثر على 3. كان مندوبو ويلكي آخر من خاض العملية الانتخابية في كل مقاطعة. خاطب ويلكي الحشد في الليلة التالية بعد إلقاء خطابه في أوماها، وقال:
دخلت عمدًا الانتخابات التمهيدية في ويسكونسن لاختبار ما إذا كان الناخبون الجمهوريون في تلك الولاية سيدعمونني؛ ومن الواضح الآن أنه لا يمكن ترشيحي؛ فلذلك أطلب من أصدقائي التوقف عن أي نشاط لتحقيق هذه الغاية وعدم تقديم اسمي في المؤتمر. آمل بجدية أن يرشح المؤتمر الجمهوري مرشحًا ويكتب برنامجًا انتخابيًا يمثل حقًا الآراء التي أيدتها والتي أعتقد أن ملايين الأمريكيين يشاركونها الرأي. سأواصل العمل من أجل هذه المبادئ والسياسات التي ناضلت من أجلها خلال السنوات الخمس الماضية.